# Bloody Fist Records
Bloody Fist was een onafhankelijk platenlabel uit Newcastle in Australië gespecialiseerd in muziekgenres zoals hardcore en breakbeat, en opgericht door Mark Newlands (Mark N).

## Historie
Begin jaren negentig produceerde Newlands samen met enkele vrienden hardcore en breakbeat op zijn Amiga 500. In augustus 1994 bracht hij uit onvrede over de Australische muziek voor het eerst zelf muziek uit onder een eigen platenlabel, genaamd Bloody Fist. Met het verzamelde geld (genoeg voor 102 stuks) werd in Sydney de eerste muziek geperst, en daarmee was Bloody Fist geboren. Geld voor covers was er niet en de labels werden niet bedrukt maar gestempeld.
Vanaf de vijfde muziekuitgave ging het niet meer om beperkte oplagen, doordat er steeds meer vraag was, op de beperkte 27e oplage na. Ook werden er tot 2001 diverse mixcassettes uitgebracht.
In 2004 werd besloten de stekker uit het project Bloody Fist te trekken en de Amiga 500 werd letterlijk begraven. Hierna verschenen nog enkele herdrukken, MP3-bestanden en verzamel-cd's.

## Artiesten
- Nasenbluten (waar Mark Newlands zelf deel van uitmaakte)
- Syndicate
- Embolism
- Epsilon
- Xylocaine
- Memetic
- Netas
- Rage Reset
- Hedonist
- sub~URBANE
- Guyver
- Fraughman
- Overcast (synoniem voor Newlands)
- Aftermath
- Template
- Fluorcarbon
- Subsonic
- Paul Blackout
- De-Koder